# Victoria Montou
Victoria «Abdaraya Toya» Montou (c. 1739 - 12 de junio de 1805) fue una guerrera y combatiente por la libertad del ejército de Jean-Jacques Dessalines durante la Revolución haitiana. Antes de dicho evento, ella y Dessalines habían sido esclavos en el mismo estado, y los dos fueron cercanos durante su vida; de hecho, él la llamaba «tía». 

## Biografía
Se estima que Montou había nacido en el reino de Dahomey (actualmente Benín). Algunas fuentes indican que había sido una soldado allí. No es preciso cuándo fue secuestrada y esclavizada, o cuándo llegó a Haití.
Antes de la Revolución, Montou trabajó junto a Dessalines como esclava en el estado de Henry Duclos. La han descrito como inteligente y enérgica, además tenía una relación cercana con Dessalines, y compartían el odio por la esclavitud. Él la llamaba su tía, lo que puede haber reflejado su vínculo estrecho, o bien, las tradiciones de los reinos africanos en la diáspora, en vez de un parentesco biológico.
Montou estaba considerada una guerrera habilidosa, así como matrona y sanadora; organizó numerosas rebeliones antes de la reunión en Bois Caïman en 1791. Durante la rebelión de los esclavos y la guerra civil, luchó como una soldado en servicio activo. Por lo menos en una ocasión documentada, dirigió soldados en acción durante la batalla. En 1804, Dessalines se convirtió en emperador de Haití y le dio a Montou el título de duquesa.
Cuando Montou estaba moribunda, el emperador le imploró a un médico francés que salvara su vida, afirmando que era su tía y su confidente desde antes de la Revolución. Se organizó en su honor un funeral estatal, con una procesión de ocho sargentos y la emperatriz María Clara de Haití, vestida de luto, junto a dos oficiales dirigió la procesión. Es recordada como la madre de la Independencia de Haití.

## Influencia
Los nombres de pocas de las mujeres soldado que lucharon en el ejército haitiano se han recordado, pero Montou está entre las excepciones, junto con Marie-Jeanne Lamartinière y Sanité Bélair. También se recuerda a Montou por su rol en criar y educar a Dessalines. Según Kersuze Simeon-Jones, «por su duradera influencia sobre Dessalines, Adbaraya Toya debe ser recordada como la abuela, la madre y la tía que ayudó a preparar al libertador de los afrodescendientes esclavizados en las Américas».